# 한원진 초상 일괄
한원진 초상 일괄(韓元震肖像 一括)은 충청남도 홍성군 홍성읍 홍주성 역사관에 소장하고 있는 유물로 조선후기 호학(호학)의 일인자이며 수암 권상하의 제자인 남당 한원진 종가에서 소장했던 초상화이다.
한원진 초상 7점은 남당 한원진 문중에서 소유하고 있었으나 관리의 어려움이 있어 2013년 초상화를 비롯한 남당가에서 전해져 내려오는 의복, 고문서 및 고도서 등 1,000여점을 홍주성역사관에 기증하였고 같은 해 가을 홍주성역사관에서 남당 한원진을 주제로 특별전을 개최하면서 유물의 일부를 공개하였다.
총 7점으로 2016년 3월 10일 충청남도 유형문화재 제237호로 지정되었다.

## 참고 자료
- 한원진 초상 일괄 - 국가유산청 국가유산포털